# Затока Фробішера
Затока Фробішера (англ. Frobisher Bay) — затока протоки Девіса в регіоні Кікіктані, територія Нунавут, Канада. Вона розташована у південно-східному куті острова Баффіна. Її довжина становить близько 230 км, а ширина варіюється від приблизно 40 км на виході в протоку Девіса до приблизно 20 км у внутрішній частині затоки.
Столиця Нунавута — Ікалуїт, який з 1942 до 1987 року був відомий під назвою Фробішер-Бей, розташований поблизу внутрішнішої частини затоки.

## Географія
Затока Фробішера має конусоподібну форму, яку утворюють два півострови: півострів Голла на північному сході та півострів Мета-Інкогніта на південному заході. Така форма затоки забезпечує значні припливні коливання у місті Ікалуїт — від 7 до 11 метрів щодня. Така геоморфологія є наслідком дії великого льодовикового язика, який у період четвертинного зледеніння (плейстоцен) зосереджувався над басейном Фокса і вирізьбив басейн затоки, що нині залитий морською водою.
У самій затоці Фробішера є низка менших заток, бухт та проток. Серед них: затока Вейн і протока Ворд (на північному заході), а також протока Ньюелл, затока Ліч і затока Ніланд (вздовж південно-західного узбережжя). Затока Гемлен, фіорд Ньютон, бухта Ройєра та затока Вадделл розташовані вздовж північно-східного узбережжя. Увесь береговий ландшафт затоки порізаний численними вузькими фіордами, куди впадають малі струмки. На обох берегах є високі скелі: до 330 м на північному сході та приблизно вдвічі вищі на південному заході, що є результатом місцевого нахилу земної кори в ранньому третинному періоді.
Затока Фробішера також усіяна островами. Серед них: острів Гілл та острів Фаріс поблизу Ікалуїта, острови П’ю, Пайк, Флетчер і Брюс на вході до затоки Вейн, острів Авґустус у протоці Ворд, а також острови Чейс, Маклін, Ґабріель і Нуярн ближче до гирла затоки.

## Історія

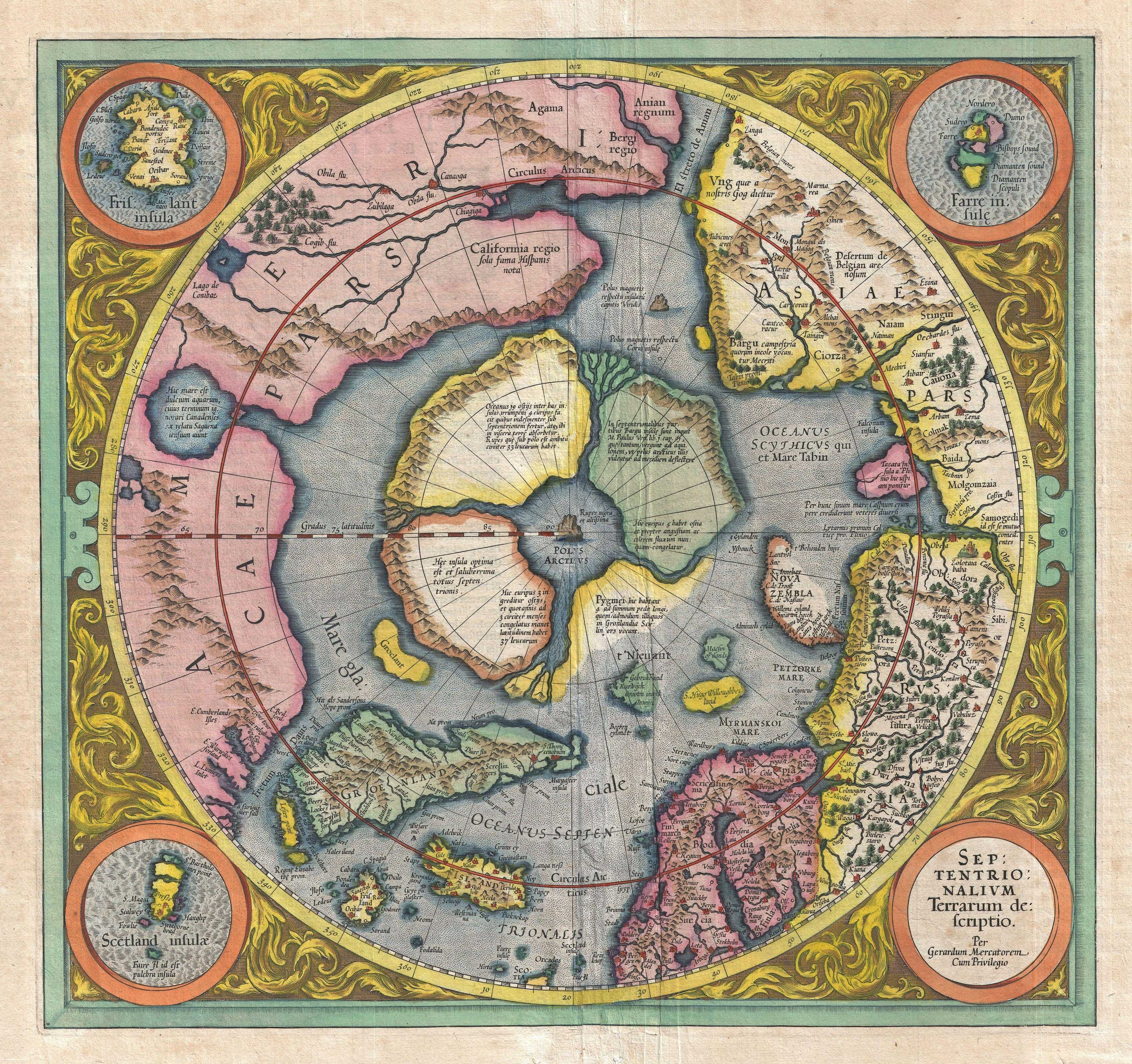
Карта Гондіуса, на якій зображена «протока Фробішера», що розділяє південну Гренландію

Затока Фробішера названа на честь англійського мореплавця сера Мартіна Фробішера, який під час пошуку Північно-Західного проходу у 1576 році став першим європейцем, що відвідав ці місця. До подорожі Голла у 1861 році європейці вважали, що затока є протокою, яка відділяє острів Баффіна від іншого острова.

Перше задокументоване богослужіння Англіканської церкви на території Північної Америки — це святкування Святої Євхаристії в затоці Фробішера наприкінці серпня або на початку вересня 1578 року. Молитовник Англіканської церкви Канади встановлює день вшанування цієї події на 3 вересня. Капелан на кораблі Фробішера був «майстер Вулфол (ймовірно, Роберт Вулфол), священник і проповідник», якому королева Єлизавета наказала «служити Богові двічі на день».